# Vlag van Vinnytsja (oblast)

Vlag van Vinnytsja

De vlag van Vinnytsja is het symbool van de oblast Vinnytsja en werd op 18 juli 1997 officieel in gebruik genomen.
De vlag, die een hoogte-breedteverhouding heeft van 2:3, bestaat uit een lichtblauw veld met aan de boven- en onderkant een rode en een lichtblauwe horizontale baan. De twee lichtblauwe en de twee rode banen nemen elk een tiende van de hoogte van de vlag in. In het midden van de vlag staan een gele zon en een wit kruis met een blauw schild waarop een witte halve maan staat. Deze symbolen zijn afkomstig uit het oblastwapen.